# 얼 스웻셔츠
얼 스웻셔츠(Earl Sweatshirt, 1994년 2월 24일 ~ )는 미국의 래퍼이다.